# Piparabirta
Piparabirta (nep. प्रसुरामपूर) – gaun wikas samiti w środkowej części Nepalu w strefie Narajani w dystrykcie Bara. Według nepalskiego spisu powszechnego z 2001 roku liczył on 492 gospodarstw domowych i 3335 mieszkańców (1604 kobiet i 1731 mężczyzn).